# 가족력

빅토리아 여왕 가족의 혈우병 가족력을 나타낸 가계도

의학에서 가족력(家族歷, family history, FH 또는 FHx)은 환자와 혈연 관계에 있는 사람들의 건강 정보를 말한다. 가족력은 그 사람이 어떠한 가정환경에서 자라 왔는지 많은 정보를 담고 있다. 환자의 가족력에 관한 정확한 정보를 얻으면 특정 질환이 발생할 소인이 있는지 확인할 수도 있으며, 이를 통해 임상적인 결정을 내리고 효과적인 치료 및 예방을 실시하는 데에 도움을 얻을 수 있다.